# فيدينسكي
فيدينسكي، هي منطقة تجمع سكاني من ضمن خمسة عشر منطقة إدارية في جمهورية الشيشان، روسيا، تقع في جنوب شرق الجمهورية.

## المساحة
تبلغ مساحة المنطقة 956 كيلومترًا مربعًا. مركزها الإداري هو المنطقة الريفية (سيلو) فيدينو.

## السكان
عدد السكان: 36801 نسمة في (التعداد الروسي 2010)، و 23390 نسمة في (تعداد 2002)،. يمثل سكان فيدينو 8.7% من إجمالي سكان المنطقة.

## الرعاية الصحية
ترتبط المشاكل الصحية في المنطقة بالوضع الاجتماعي والاقتصادي، اعتبارًا من عام 2005 ظل الوصول إلى الخدمات الصحية في المنطقة يمثل مشكلة بسبب الأنشطة العسكرية ، وفي عام 1999 تدفق اللاجئين إلى المنطقة أدى إلى ارتفاع عدد السكان في المنطقة من 30.000 قبل بدء القتال إلى حوالي 90.000 حسب التقارير في الشيشان.